# Acero corrugado

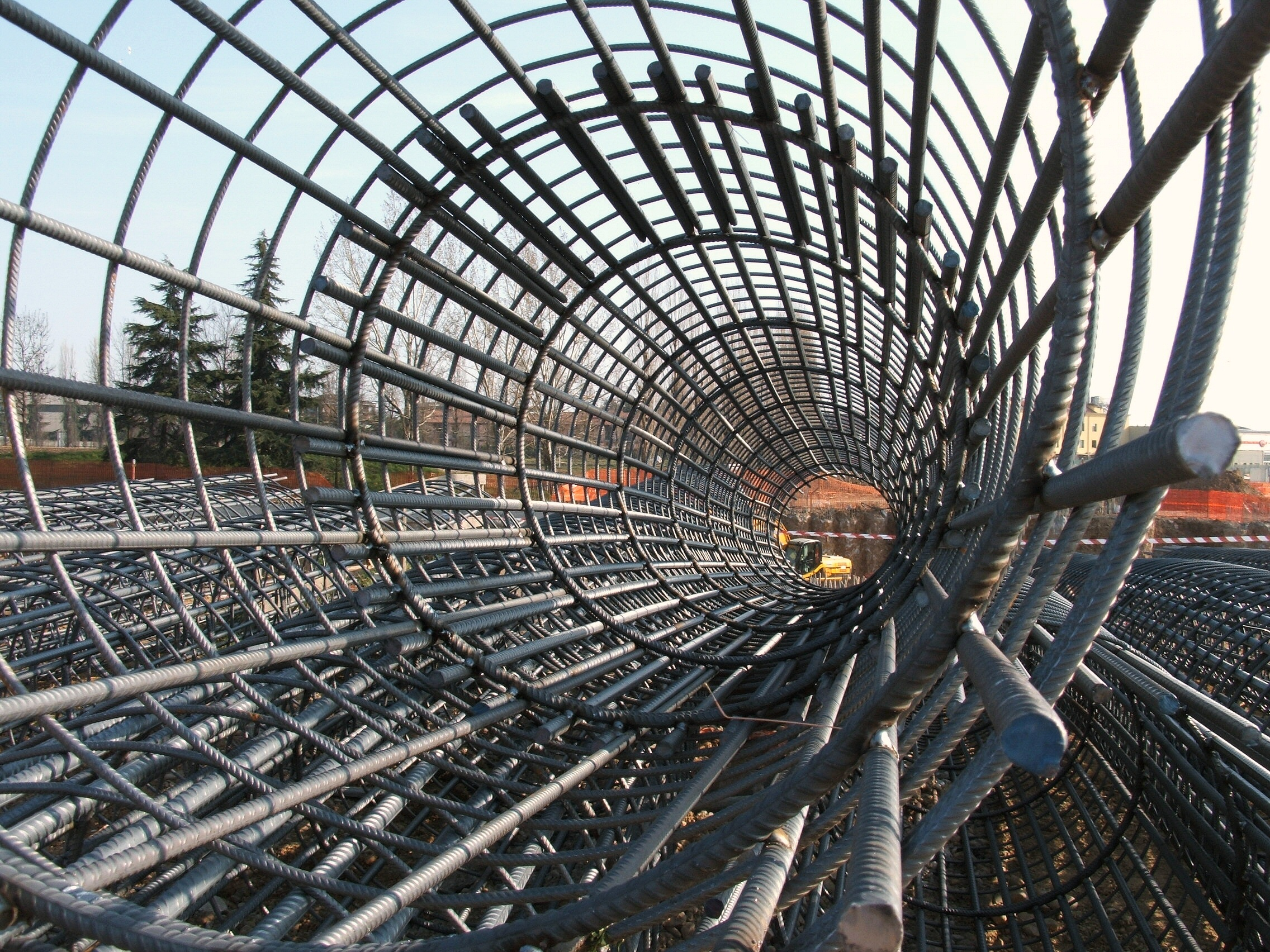
Malla de acero corrugado.

El acero corrugado, cabilla, varilla corrugada, fierro de construcción o tetracero es una clase de acero laminado diseñado especialmente para construir elementos estructurales de hormigón armado. Es una aleación de: hierro con 0,22 % de carbono, 0,05 % de fósforo, 0,05 % de azufre y 0,012 % de nitrógeno. Se trata de barras de acero que presentan resaltos o corrugas que mejoran la adherencia con el hormigón, y poseen una gran ductilidad, la cual permite que las barras se puedan cortar y doblar con mayor facilidad.
Se le llama armadura a un conjunto de barras de acero corrugado que forman un conjunto funcionalmente homogéneo, es decir, que trabajan conjuntamente para resistir cierto tipo de esfuerzo en combinación con el hormigón. Las armaduras también pueden cumplir una función de montaje o constructiva, y también se utilizan para evitar la fisuración del hormigón. 
Para referirse al conjunto, no necesariamente formando armadura, se utiliza el vocablo «ferralla».

## Normalización

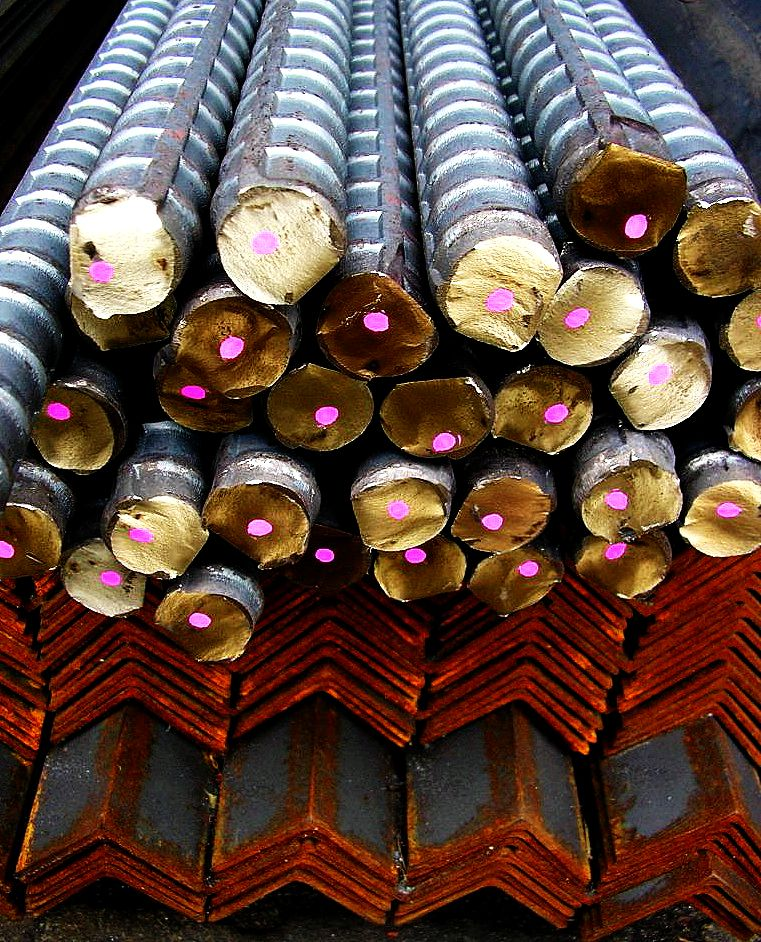
Barras de acero corrugado

Las características y diámetros de las barras de acero corrugado están normalizadas según las normativas de cada país. En España las regulan las normas (UNE 36068:2011- UNE 36065:2011 –UNE36811:1998). En Venezuela las barras de acero corrugado se conocen como cabillas y están reguladas por norma COVENIN, En Bolivia se usan las normas AASHO M-31 (ASTM A15).
Las barras de producto corrugado deben cumplir unas características técnicas, para garantizar un cálculo correcto de las estructuras de hormigón armado. Entre las características técnicas destacan las siguientes:
- Límite elástico, Re (MPa)
- Carga unitaria de rotura, Tm (MPa)
- Alargamiento de rotura, A5 (%)

El posicionamiento de las barras dentro del hormigón también debe cumplir con algunos parámetros como por ejemplo: el recubrimiento mínimo de las armaduras será igual a la mayor de las siguientes dimensiones:
- Un diámetro de la barra utilizada;
- O bien:
  - Armadura superior de las losas: 1,5 cm
  - Armadura inferior de las losas: 2,0 cm
  - Vigas, Columnas y otros elementos expuestos a la intemperie o en contacto con el suelo de 3,0 - 7,0 cm
  - En elementos secundarios 2,0 cm

## Ensayo del acero corrugado

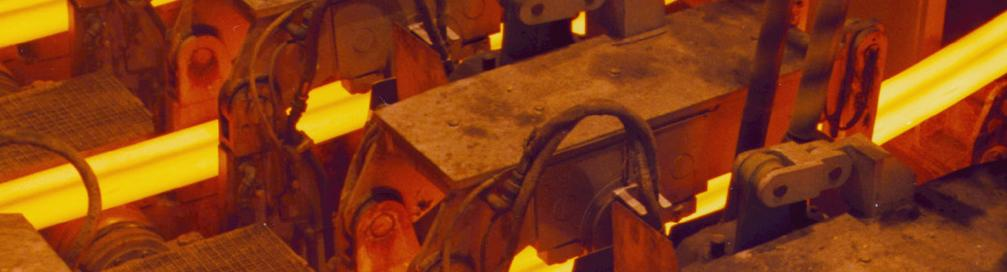
Laminación de acero corrugado.

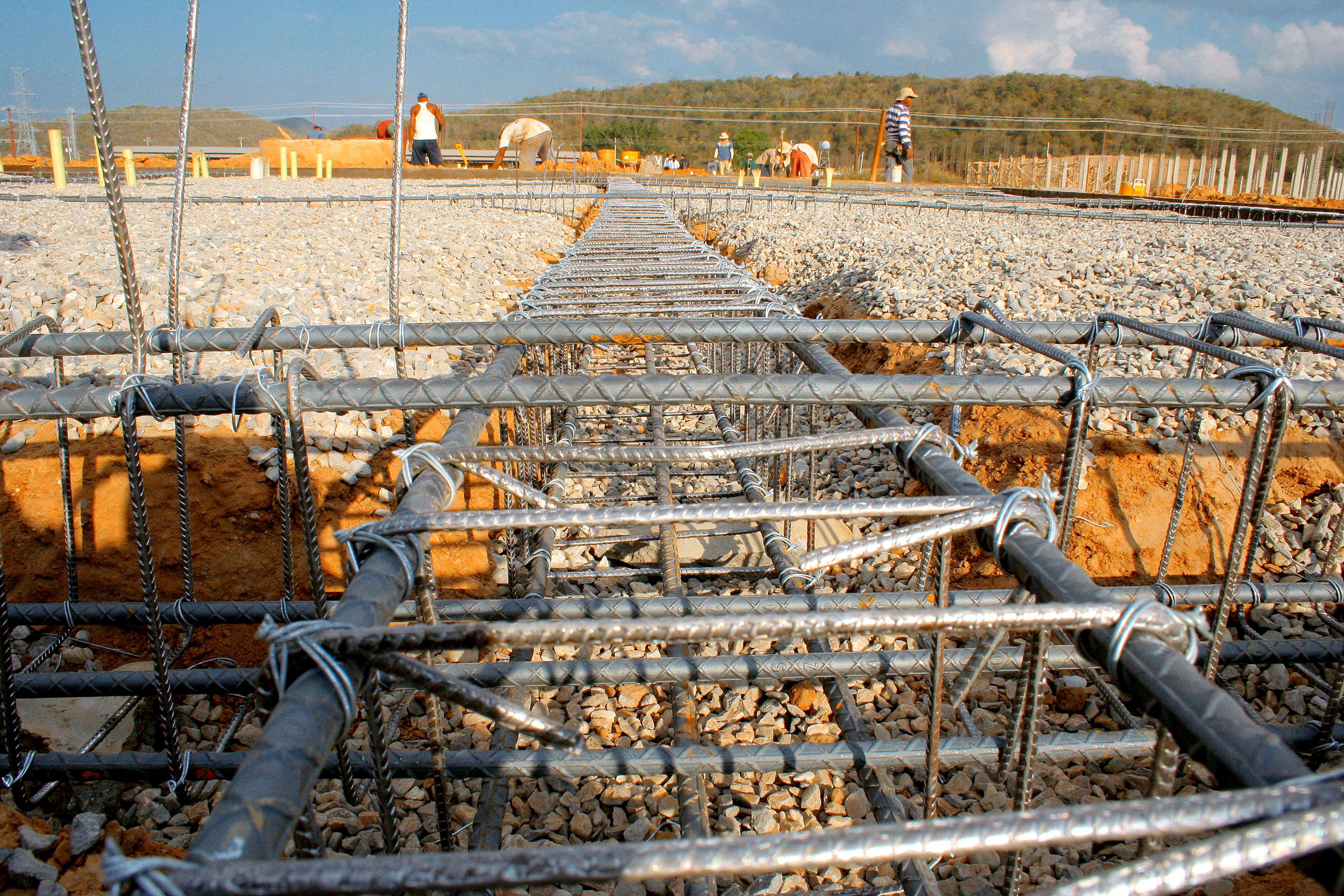
Fundación para hormigón con cabillas de 3/4'.

Al igual que las características de las barras, las pruebas a las que se someten éstas varían según la normativa de cada país. En Europa el ensayo mecánico del acero corrugado consiste en tomar unas muestras de barras en la obra que se esté construyendo, y trasladarlas a un laboratorio metalúrgico para realizar un ensayo completo, según EHE, para determinar:
- sección media equivalente
- características geométricas del corrugado
- doblado simple
- doblado/desdoblado, según UNE 36068
- adherencia, según UNE 36740
- límite elástico
- carga de rotura y alargamiento en rotura, según UNE-EN 10020
- identificación del fabricante, según UNE 36811
- acta de resultados